# Antonio Stoppani
Antonio Stoppani, italijanski rimskokatoliški duhovnik, geolog, paleontolog in pedagog, * 24. avgust 1824, Lecco, † 1. januar 1891, Milano.
Stoppani je bil profesor geologije na Kraljevem tehniškem inštitutu v Milanu. V svojem znanstvenem delu je raziskoval trias in pleistocen v Italiji.